# Святое (озеро, Москва)
Святое (устар. Купоросное) — озеро Косинской озёрной группы в городе Москве.
Расположено в муниципальном районе Косино-Ухтомский, близ железнодорожной платформы Косино, в окружении сфагновых болот.
Продолжительное время изучается биостанцией, расположенной в Косино. В результате проведения осушительных работ на прилегающей территории достаточно сильно обмелело. Площадь озера — 0,08 км², средняя глубина — 3 м, максимальная — 5,1 м.
Образовалось в результате провала — имеет круглую форму; на дне были найдены остатки больших деревьев. По невыясненным причинам вода в нём холоднее, чем в двух соседних озёрах. Берега озера заболочены.
По народному поверью, на месте озера когда-то был храм, который ушёл под воду. В связи с этой легендой к озеру ежегодно совершается крестный ход.
Весной 2023 году появилась информация о намерениях властей возвести на берегу Святого озера мечеть. После того, как информация подтвердилась, начались массовые протесты местных жителей и прихожан православных церквей. После продолжительных протестов мэр Москвы Сергей Собянин сообщил о решении перенести строительство мечети ближе к станции метро «Косино».